# هنري كافنديش
هنري كافنديش (بالإنجليزية: Henry Cavendish)‏ (10 أكتوبر 1731 - 24 فبراير 1810) كان فيلسوفًا وعالمًا وكيميائيًا تجريبيًا ونظريًا هامًا وفيزيائيًا. اشتهر باكتشافه للهيدروجين الذي أطلق عليه «الهواء القابل للاشتعال». وصف كثافة الهواء القابل للاشتعال، والذي أنتج الماء عند الاحتراق، في ورقة بحث 1766، بعنوان أون فاكتيشوز إيرز. كرر أنطوان لافوازييه في وقت لاحق تجربة كافنديش وأعطى العنصر اسمه.
كان كافنديش رجلًا خجولًا سيئ السمعة، يتميز مع ذلك بالمصداقية والدقة في أبحاثه حول تكوين الهواء الجوي، وخصائص الغازات المختلفة، واصطناع الماء، والقانون الذي يحكم الجذب والتنافر الكهربائي، والنظرية الميكانيكية للحرارة، وحسابات كثافة الأرض (ومن ثم كتلتها). أصبحت تجربته لقياس كثافة الأرض تعرف باسم تجربة كافنديش.

## سيرته الذاتية

### النشأة
ولد هنري كافنديش في 10 أكتوبر عام 1731 في نيس، حيث كانت عائلته تعيش في ذلك الوقت. كانت والدته الليدي آن دي غراي، الابنة الرابعة لهنري غراي، دوق كنت الأول، وكان والده اللورد تشارلز كافنديش، الابن الثالث لويليام كافينديش، دوق ديفونشاير الثاني. تتبعت الأسرة نسبها عبر ثمانية قرون حتى العصور النورمانية، وكانت مرتبطة ارتباطًا وثيقًا بالعديد من العائلات الأرستقراطية في بريطانيا العظمى. توفيت والدة هنري في عام 1733، بعد ثلاثة أشهر من ولادة ابنها الثاني فريدريك، وقبل عيد ميلاد هنري الثاني بقليل، تاركةً اللورد تشارلز كافنديش ليعتني بولديه. اكتسب كافنديش لقب «الشريف هنري كافنديش».
من سن الـ 11، حضر هنري مدرسة نيوكوم، وهي مدرسة خاصة بالقرب من لندن. في سن الـ 18 (في 24 نوفمبر عام 1748)، التحق بجامعة كامبريدج في كلية سانت بيتر، والمعروفة الآن باسم بيترهاوس، لكنه غادرها بعد ثلاث سنوات في 23 فبراير عام 1751 دون الحصول على شهادة (كانت تلك عادة شائعة غي ذلك الوقت). ثم عاش مع والده في لندن، وسرعان ما امتلك مختبره الخاص.
قضى اللورد تشارلز كافنديش حياته أولاً في السياسة ثم بشكل متزايد في العلوم، خاصةً في الجمعية الملكية في لندن. في عام 1758، اصطحب هنري إلى اجتماعات الجمعية الملكية وكذلك إلى عشاء نادي المجتمع الملكي. في عام 1760، انتُخب هنري كافنديش عضوًا في كلتا المجموعتين، وكان ملتزمًا في حضوره بعد ذلك. لم يشارك عمليًا في السياسة، لكنه تبع خطا والده في العلوم، من خلال أبحاثه ومشاركته في المنظمات العلمية. كان ناشطًا في مجلس الجمعية الملكية بلندن (الذي انتخب عضوًا فيه عام 1765).

### بحوثه في الكيمياء
في وقت وفاة والده تقريبًا، بدأ كافنديش العمل مع تشارلز بلاغدن، وساعد هذا التعاون بلاغدن على دخول المجتمع العلمي في لندن بشكل كامل. في المقابل، ساعد بلاغدن في إبقاء العالم بعيدًا عن كافنديش. لم ينشر كافنديش أي كتب ونشر أوراق بحث معدودة، لكنه حقق الكثير. ظهرت العديد من مجالات البحث، بما في ذلك الميكانيكا والبصريات والمغناطيسية، على نطاق واسع في مخطوطاته، لكنها نادرًا ما كانت تظهر في عمله المنشور. يعتبر كافنديش أحد الكيميائيين الهوائيين في القرنين الثامن عشر والتاسع عشر، إلى جانب جوزيف بريستلي وجوزيف بلاك ودانيال روثرفورد على سبيل المثال. وجد كافنديش أن غازًا محددًا وغريبًا وقابل للاشتعال، والذي أشار إليه باسم «الهواء القابل للاشتعال»، نتج بفعل تأثير أحماض معينة على معادن معينة. كان هذا الغاز هو الهيدروجين، واكتشف كافنديش أن نسبته في الماء 2 إلى 1.

## التسلسل الزمني
- 1749 دخل إلى مدرسة كلية كامبردج .
- 1753 نهاية دراسته، بدون أيِّ شهادة.
- 1773 أحد أعمامه تبنا له ثروة هائلة .
- 1776 اكتشف الهيدروجين .
- 1783 تحليل الهواء .
- 1784 تجميع المياه من الأكسجين والهيدروجين .
- 1785 أكسدة النيتروجين باستخدام شرارة كهربائية .
- 1798 قياس تقريبي لثابت الجاذبية متوسط كثافة الأرض.
- 1803 الدولة : الجمعية الملكية (أكاديمية العلوم) لندن.

## روابط خارجية
- هنري كافنديش على موقع الموسوعة البريطانية (الإنجليزية)
- هنري كافنديش على موقع إن إن دي بي (الإنجليزية)